# Bakterie żelazowe
| BAKTERIE ŻELAZOWE | |
| | |
| Bakterie żelazowe żyjące w wodzie bogatej w żelazo, ściekającej ze skarpy, na terenie Sipsey Wilderness w parku narodowym William B. Bankhead National Forest | |
| SYSTEMATYKA | |
| Bakterie | Bezjądrowe organizmy w randze domeny, (prokarioty) niebędące archeonami |
| Bakterie żelazowe | |
| Leptospirillum ferrooxidans (rodowód) | - Domena: Bakterie; - Gromada: Nitrospirae; - Klasa: Nitrospira; - Rząd: Nitrospirales; - Rodzina: Nitrospiraceae: - Gatunek: Leptospirillum.                                                             |
| Thiobacillus ferrooxidans (rodowód) | - Domena: Bakterie: - Gromada: Proteobakteria; - Klasa: Gammaproteobakteria; - Rząd: Acidithiobacillales; - Rodzina: Acidithiobacillaceae; - Gatunek: Acidithiobacillus synonim Thiobacillus ferrooxidans |
| | |
| Woda zawierająca rozpuszczone w niej żelazo, Rio Tinto – Hiszpania                                                                                            | |
| | |
| Bakterie żelazowe na powierzchni strumienia, Ayrshire, Szkocja                                                                                                | |

Pojęcie bakterie żelazowe nie jest nazwą z opisu systematyki organizmów, lecz nazwą rzetelną pewnej określonej grupy bakterii. Według specjalistów zakładów dostarczających wodę pitną, bakterie żelazowe to bakterie czerpiące energię do życia i rozmnażania z reakcji utleniania rozpuszczonego żelaza (lub – rzadziej – manganu). Rezultatem utleniania żelaza jest nierozpuszczalny, brązowy osad, który barwi osprzęt mający kontakt z wodą. Typowym efektem nadwyżki żelaza w wodzie jest rdzawo-brązowy kolor elementów pralni, umywalek, brodzików i łazienek, brązowy nalot na roślinach wodnych i elementach umieszczonych w akwariach. Bakterie żelazowe są naturalną częścią środowiska w wielu krajach na całym świecie.
Do tej grupy należą bakterie rodzajów Leptospirillum i Thiobacillus.

## Leptospirillum
Gatunki: Leptospirillum ferriphilum, Leptospirillum ferrooxidans, Leptospirillum sp.
Leptospirillum jest rodzajem bakterii spośród grupy bakterii utleniających żelazo. Odgrywają one ważną rolę w przemysłowym biologicznym przekształcaniu metalu do formy rozpuszczalnej oraz w biologicznym utlenianiu, czyli wyodrębnianiu metalu z mieszanin za pomocą rozpuszczalników. Leptospirilla została odkryta jako główny utleniacz w zbiornikach przemysłowego biologicznego utleniania żelaza.
Leptospirillum mogą się przyczyniać do pewnej formy skażenia, głównie w odwadnianiu kwaśnych kopalń. Jednym z terenów, na których te bakterie są emitowane jest Żelazna Góra w północnej Kalifornii, największe źródło toksycznych metali w USA. Rzeki i strumienie, które spływają z tej góry zawierają bardzo kwaśne wody. Organizmy Leptospirillum zostały znalezione głęboko pod ziemią w kopalniach jako opalizująca warstwa biologiczna pływająca na powierzchni wód kopalnianych. Odgrywają one ważną rolę w przemysłowym biologicznym ługowaniu wyodrębniającym metale spośród minerałów.
Rodowód (pełny):
Bakteria, Nitrospirae; Nitrospira; Nitrospirales; Nitrospiraceae; Leptospirillum; Leptospirillum sp.

## Thiobacillus
Gatunki: Thiobacillus aquaesulis, T. ferrooxidans, T. denitrificans
Gatunek Thiobacillus jest również znany pod nazwą  Acidithiobacillus. Thiobacillus ferrooxidans unoszą się w powietrzu. Jest to gatunek ciepłolubny, preferujący temperatury od 45 do 50 °C. W dodatku jest to gatunek kwasochłonny, preferujący odczyn pH od 1,5 do 2,5. Niektóre gatunki jednak rosną tylko w środowisku o odczynie obojętnym.
Thiobacillus są bezbarwne, Gram-ujemne. Są to zdecydowanie bakterie tlenowe, wszystkie gatunki mają układy oddechowe.
Thiobacillus są organizmami samożywnymi, to znaczy wymagają nieorganicznych drobin takich jak elektrono-dawca np. dwutlenek węgla jako źródło. Bakterie te odżywiają się utleniając żelazo i siarkę z O2.
Thiobacillus nie wytwarzają form przetrwalnikowych; są to Gram-ujemne proteobakterie. Ich życiowy cykl jest typowy dla bakterii, rozmnażają się przez podział komórki.
Thiobacillus ferrooxidans są najbardziej powszechną bakterią na odpadowych hałdach kopalnianych. Są to organizmy kwasolubne, zwiększają wskaźnik utleniania pirytu na hałdach kopalnianych i złożach węgla, utlenia siarczki żelaza. Te procesy utleniania są szkodliwe ponieważ efektem jest powstawanie kwasu siarkowego, który jest główną substancją zanieczyszczającą. Jednakże kwas siarkowy potrafi być zbawienny przy odzyskiwaniu miedzi czy uranu. Istnieje sugestia iż formy T. ferrooxidans żyją w symbiozie z członkami kategorii Acidiphilium, bakterii zdolnych do redukcji żelaza. Inne rodzaje Thiobacillus żyją w wodzie i tworzą osad – zarówno w wodzie słodkiej jak i morskiej.
Rodowód (pełny):
Bakteria; Proteobacteria; Gammaproteobacteria; Acidithiobacillales; Acidithiobacillaceae; Acidithiobacillus